# Tomosvaryella montana
Tomosvaryella montana är en tvåvingeart som beskrevs av De Meyer 1993. Tomosvaryella montana ingår i släktet Tomosvaryella och familjen ögonflugor. Inga underarter finns listade i Catalogue of Life.